# Estrán
Estrán es el intervalo de costa que queda entre la bajamar y la pleamar. Esta plataforma puede quedar conformada por rocas o por arena; en el primer caso recibe el nombre de plataforma costera o plataforma de abrasión y en el segundo playa.